# The Goddess of Spring
The Goddess of Spring (Brasil: A Deusa da Primavera) é um curta-metragem de animação de Walt Disney da série Silly Symphonies, de 1934, que reconta o mito grego do Rapto de Perséfone pelo deus dos mortos, Hades, ali retratado como o diabo.
O filme não foi comercial, e tinha por objetivo experimentar em animação a figura humana pois, até aquele momento, os estúdios de Walt Disney haviam produzido somente desenhos animados em que animais e plantas eram as personagens; seu objetivo maior era a concretização do primeiro longa animado, narrando o conto dos Irmãos Grimm, Branca de Neve, e que veio a se concretizar em 1937, com Branca de Neve e os Sete Anões.